# Myllärit
Myllärit (Мю́ллярит, кар., фин.  — «мельники») — карельская фолк-рок-группа. Основана в 1992 году в Петрозаводске.

## История
Вдохновителем группы считается Александр Быкадоров по прозвищу Дедушка (в зарубежном варианте Deda). Он приехал в 1980-х гг. в Петрозаводск из Самары поступать на теоретико-дирижёрский факультет петрозаводской консерватории. Ещё в Самаре Быкадоров выступал как рок-музыкант, и в Петрозаводске продолжил этим заниматься, присоединившись к группе Santtu Karhu & Talvisovat. Коллега по «Мюллярит» Арто Ринне описывает его в те времена так: «Большой человек с длинными волосами и бородой, он играл на народных инструментах и клавишах. Носил на концертах чёрную рясу с капюшоном, чем-то напоминая безумного монаха. Не заметить его было невозможно». В 1988 г. Быкадорова пригласили в народный ансамбль «Кантеле», основанный в 1936 году. За первые четыре года он побывал там артистом хора, дирижёром оркестра, руководителем и концертмейстером вокальной группы «Айно», режиссёром-постановщиком, художественным руководителем: «За это время Александр создал такое множество аранжировок для оркестра, хора и солистов, что в ансамбле не могут переиграть их до сих пор», вспоминали его коллеги в 2021 году.
В 1992 году Быкадоров вместе с пятью другими профессиональными музыкантами ушёл из «Кантеле» чтобы создать «Мюллярит». К нему присоединились Сергей Зобнев, Елена Самсонович, Андрей Варкентин, Мария Фролова, Дмитрий Дёмин. Их инструментами были финский аккордеон, скрипка, альт, кларнет и контрабас. В основу творчества коллектива легла музыка pelimanni, традиционные финские и карельские мелодии, исполнялось также несколько русскоязычных песен. Группа была создана после выступления на уличном фолк-фестивале в немецком городе Тюбинген, где музыканты играли свой независимый от «Кантеле» репертуар. Они привлекли внимание организаторов фестиваля и решили начать сольную карьеру, стали регулярно ездить выступать за границу. В первые годы существования проекта их лучше знали в Европе, чем в России. На этом фоне они решили «действовать в финно-угорском направлении» и пригласили финского вокалиста Арто Ринне. В репертуар вошли финские, ингерманландские и карельские песни, которыми группа зарабатывала, выступая на европейских улицах.
Одной из песен, которые обрабатывали музыканты, стала «песня ингерманландских финнов, которые жили в Ленобласти» под названием Eta Pravda («Это правда» — финская песня с русским припевом). Она стала хитом, популярным в Финляндии. В Финляндии же группа в 1997 году выпустила первый альбом, также названный «Eta Pravda». В записи альбома участвовали кижские звонари Игорь Архипов и Игорь Хуттер. Звук колоколов музыканты записывали в парке культуры и отдыха в Петрозаводске, где построили переносную звонницу.
В этот же альбом вошла и песня Petroskoi, посвящённая Петрозаводску. Информагентство «Республика Карелия» характеризует эту песню как «главный саундтрек конца XX века в Карелии». Песня была написана на карельском языке для народного хора в начале 1960-х Иваном Левкиным из Ведлозера. Далее агентство отмечает, что благодаря группе с 2001 года «столица Карелии на целое десятилетие стала столицей российского (и международного) фолка», так как участники группы активно включились в организацию соответствующих мероприятий.
Концерты в Петрозаводске группа начала давать с 1995 года и обычно собирала полные залы. Продолжались гастроли по миру. Музыка группы часто звучала по радио и телевидению. В 2002-м группу покинули Арто Ринне и Дмитрий Дёмин, началась ротация музыкантов. Уходившие люди образовывали новые коллективы.
В 2004 году вышел альбом «Saaren Synty» («Рождение Острова»), основной вокалист — Лео Севец (1965—2016), вошедший в состав в 1999 году.
Осенью 2005 года был записан альбом «Metsolan Kuningas» («Король Леса»), после выхода которого Севец покинул группу. Его место занял лидер петрозаводской рокабилли-группы 15 Megatones Андрей Хабонен, в 1997 году игравший в «Мюллярит» на контрабасе.
25 мая 2010 года, в возрасте 52 лет, Александр Быкадоров ушёл из жизни. Остальные участники группы решили проект после этого не продолжать. В память о нём был организован фестиваль «Деда Fest».
В октябре 2024 года скончался бас-гитарист Роман Ершихин.

## Состав группы

### Участники первых составов
Гитара
- Александр Быкадоров — гитара — основатель группы[6].

Контрабас
- Андрей Варкентин (1992—1997)
- Андрей Хабонен (1997—1998)

Духовые
- Дмитрий Дёмин (1992—2002)[8]
- Кирилл Титков (2002—2002)

Вокал
- Арто Ринне (1994—2002)
- Яна Лебедева (2005—2006)
- Лео Севец

Скрипка
- Елена Самсонович (1992—1993)
- Жанна Кудрявцева (1993—1995)

Альт
- Мария Фролова (1992—1993)

### Поздний состав
- Андрей Хабонен — вокал, гитара
- Татьяна Умнякова — скрипка
- Андрей Лукин — ударные
- Роман Ершихин —бас-гитара
- Андрей Бразевич — аккордеон
- Сергей Клевенский — духовые инструменты
- Сергей Зобнев — директор группы
- Сергей Ильченко — звукорежиссёр

## Дискография
- «From St. Petersburg» (1993)
- «Eta Pravda» (1997)
- «In the Light of a White Night» (1999)
- «A Voi Voi!» (2000)
- «Десятая весна» (2002)
- «Saaren Synty» (2003)
- «Metsolan Kuningas» (2005)